# 송운중학교
송운중학교(松韻中學校)는 대한민국 경기도 시흥시 정왕동에 있는 공립 중학교이다.

## 학교 연혁
- 1996년 1월 13일 : 설립인가(36학급)
- 1996년 3월 1일 : 초대 김동호 교장 취임
- 1996년 3월 4일 : 제1회 입학식(41명)
- 1997년 2월 14일 : 제1회 졸업식(35명)
- 1999년 12월 1일 : 교실 36실 완공
- 2022년 3월 1일 : 제13대 김경아 교장 취임
- 2024년 1월 5일 : 제28회 졸업식(195명, 연인원 8,250명 배출)
- 2024년 3월 4일 : 입학식(1학년 7학급 197명)

## 참고 자료
- 송운중학교 - 한국교육학술정보원 학교알리미